# Knăh ring
Knăh ring là bộ chiêng 6 chiếc, sử dụng phổ biến trong cộng đồng dân tộc Gia Rai và Ba Na ở Việt Nam. Bộ chiêng này chỉ có một chiếc có núm với đường kính là 72 cm. Năm chiếc còn lại không núm, có đường kính lần lượt từ lớn đến nhỏ là 58 cm, 50 cm, 46 cm, 43 cm và 41 cm. Nhìn chung chỉ có một chiếc giữ bè trầm cho giai điệu và đệm những chiếc khác chơi giai điệu (trong đó hai chiếc đồng âm) và bè cho giai điệu.
Người ta dùng dây treo những chiêng không núm lên xà nhà, cách mặt sàn khoảng 10, úp chiêng có núm xuống sàn nhà rồi đánh. Thông thường có một người chỉ huy cùng đánh chiêng với những người khác. Tốc độ dàn chiêng do người chỉ huy quyết định, những người khác theo nhịp ấy.
Chiêng knăh ring chủ yếu dùng trong các lễ cầu thần linh phù hộ và lễ cầu sức khỏe. Người ta đánh chiêng này để thể hiện lòng tôn kính đối với các vị thần như thần sông, thần đất, thần suối và thần núi,... Họ không dùng knăh ring trong lúc tang ma.